# Bembecia viguraea
Bembecia viguraea is een vlinder uit de familie wespvlinders (Sesiidae), onderfamilie Sesiinae.
Bembecia viguraea is voor het eerst wetenschappelijk beschreven door Püngeler in 1912. De soort komt voor in het Palearctisch gebied.